# Lista de capitais e maiores cidades por país
Esta é uma lista de  capitais nacionais e das cidades maiores que a capital (quando existentes) ordenadas alfabeticamente por país:

## Estados soberanos
No caso de a capital não ser a maior cidade, a terceira coluna apresenta as cidades que são maiores.
| País                             | Capital                                                                                             | Cidades maiores que a capital |
| A                                | A                                                                                                   | A |
| -------------------------------- | --------------------------------------------------------------------------------------------------- | --- |
| Afeganistão                      | Cabul                                                                                               | |
| África do Sul                    | Pretória (oficial, administrativa e executiva) Cidade do Cabo (legislativa) Bloemfontein (judicial) | Joanesburgo é a maior cidade, Durban é ligeiramente menor do que a Cidade do Cabo mas maior do que Pretória e Bloemfontein juntas |
| Albânia                          | Tirana                                                                                              | |
| Alemanha                         | Berlim                                                                                              | |
| Andorra                          | Andorra-a-Velha                                                                                     | |
| Angola                           | Luanda                                                                                              | |
| Antiga e Barbuda                 | São João                                                                                            | |
| Arábia Saudita                   | Riade                                                                                               | |
| Argélia                          | Argel                                                                                               | |
| Argentina                        | Buenos Aires                                                                                        | |
| Arménia                          | Erevã                                                                                               | |
| Austrália                        | Camberra                                                                                            | Sydney, Melbourne, Brisbane, Pertha, Adelaide, Gold Coast, Newcastle |
| Áustria                          | Viena                                                                                               | |
| Azerbaijão                       | Bacu                                                                                                | |
| B                                | | |
| Baamas                           | Nassau                                                                                              | |
| Bangladexe                       | Daca                                                                                                | |
| Barbados                         | Bridgetown                                                                                          | |
| Barém                            | Manama                                                                                              | |
| Bélgica                          | Bruxelas                                                                                            | Antuérpia, Gante, Charleroi, Lieja |
| Belize                           | Belmopã                                                                                             | Corozal Town, Dangriga, Orange Walk Town, San Ignacio Cayo, Belize |
| Benim                            | Porto Novo (oficial) Cotonu (administrativa)                                                        | Cotonu |
| Bielorrússia                     | Minsque                                                                                             | |
| Bolívia                          | Sucre (oficial) La Paz (administrativa)                                                             | Santa Cruz, El Alto |
| Bósnia e Herzegovina             | Saraievo                                                                                            | |
| Botsuana                         | Gaborone                                                                                            | |
| Brasil                           | Brasília                                                                                            | São Paulo, Rio de Janeiro |
| Brunei                           | Bandar Seri Begauã                                                                                  | |
| Bulgária                         | Sófia                                                                                               | |
| Burquina Fasso                   | Uagadugu                                                                                            | |
| Burúndi                          | Guitega                                                                                             | Bujumbura |
| Butão                            | Timbu                                                                                               | |
| C                                | | |
| Cabo Verde                       | Praia                                                                                               | |
| Camarões                         | Iaundé                                                                                              | Duala |
| Camboja                          | Pnom Pen                                                                                            | |
| Canadá                           | Ottawa                                                                                              | Toronto, Montreal, Vancouver (área metropolitana), Calgary (apenas a cidade) |
| Catar                            | Doa                                                                                                 | |
| Cazaquistão                      | Astana                                                                                              | Almati, Shymkent |
| Centro-Africana, República       | Bangui                                                                                              | |
| Chade                            | Jamena                                                                                              | |
| Checa, República                 | Praga                                                                                               | |
| Chile                            | Santiago (oficial) Valparaíso (legislativa)                                                         | |
| China, República Popular da      | Pequim                                                                                              | Xangai |
| Chipre                           | Nicósia                                                                                             | |
| Colômbia                         | Bogotá                                                                                              | |
| Comores                          | Moroni                                                                                              | |
| Congo, República do              | Brazavile                                                                                           | |
| Congo, República Democrática do  | Quinxassa                                                                                           | |
| Coreia do Norte                  | Pionguiangue                                                                                        | |
| Coreia do Sul                    | Seul                                                                                                | |
| Costa do Marfim                  | Iamussucro (oficial) Abijã (administrativa)                                                         | |
| Costa Rica                       | São José                                                                                            | |
| Croácia                          | Zagrebe                                                                                             | |
| Cuaite                           | Cuaite                                                                                              | |
| Cuba                             | Havana                                                                                              | |
| D                                | | |
| Dinamarca                        | Copenhaga                                                                                           | |
| Dominica                         | Roseau                                                                                              | |
| Dominicana, República            | São Domingos                                                                                        | |
| E                                | | |
| Egito                            | Cairo                                                                                               | |
| Emirados Árabes Unidos           | Abu Dabi                                                                                            | Dubai, Sharjah |
| Equador                          | Quito                                                                                               | Guaiaquil |
| Eritreia                         | Asmara                                                                                              | |
| Eslováquia                       | Bratislava                                                                                          | |
| Eslovénia                        | Liubliana                                                                                           | |
| Espanha                          | Madrid                                                                                              | |
| Estados Unidos                   | Washington, D.C.                                                                                    | Nova Iorque, Los Angeles, Chicago, Houston, Phoenix, Filadélfia, San Antonio, San Diego, Dalas, São José, Detroit, Jacksonville, Indianápolis, São Francisco, Columbus, Austin, Mênfis, Fort Worth, Baltimore, Charlotte, El Paso, Milwaukee, Boston, Seattle, Denver (a área metropolitana de Baltimore-Washingston seria a 4.ª) |
| Estónia                          | Talim                                                                                               | |
| Etiópia                          | Adis Abeba                                                                                          | |
| F                                | | |
| Fiji                             | Suva                                                                                                | |
| Filipinas                        | Manila                                                                                              | Cidade de Quezon (quer Manila quer a Cidade de Quezon fazem parte da área metropolitana de Manila) |
| Finlândia                        | Helsínquia                                                                                          | |
| França                           | Paris                                                                                               | |
| G                                | | |
| Gabão                            | Librevile                                                                                           | |
| Gâmbia                           | Banjul                                                                                              | Serekunda |
| Gana                             | Acra                                                                                                | |
| Geórgia                          | Tiblíssi (oficial) Cutáissi (legislativa)                                                           | |
| Granada                          | São Jorge                                                                                           | |
| Grécia                           | Atenas                                                                                              | |
| Guatemala                        | Cidade da Guatemala                                                                                 | |
| Guiana                           | Georgetown                                                                                          | |
| Guiné                            | Conacri                                                                                             | |
| Guiné-Bissau                     | Bissau                                                                                              | |
| Guiné Equatorial                 | Malabo                                                                                              | |
| H                                | | |
| Haiti                            | Porto Príncipe                                                                                      | |
| Honduras                         | Tegucigalpa (cooficial; de facto) Comayagüela (cooficial)                                           | |
| Hungria                          | Budapeste                                                                                           | |
| I                                | | |
| Iémen                            | Saná                                                                                                | |
| Índia                            | Nova Deli                                                                                           | Bombaim, Deli, Calcutá, Madrasta, Bangalore (por área metropolitana) |
| Indonésia                        | Jacarta                                                                                             | |
| Irão                             | Teerão                                                                                              | |
| Iraque                           | Bagdade                                                                                             | |
| Irlanda, República da            | Dublim                                                                                              | |
| Islândia                         | Reiquiavique                                                                                        | |
| Israel                           | Jerusalém                                                                                           | |
| Itália                           | Roma                                                                                                | Milão (por área metropolitana), Nápoles (por área metropolitana) |
| J                                | | |
| Jamaica                          | Kingston                                                                                            | |
| Japão                            | Tóquio                                                                                              | |
| Jibuti                           | Jibuti                                                                                              | |
| Jordânia                         | Amã                                                                                                 | |
| L                                | | |
| Laus                             | Vienciana                                                                                           | |
| Lesoto                           | Maseru                                                                                              | |
| Letónia                          | Riga                                                                                                | |
| Líbano                           | Beirute                                                                                             | |
| Libéria                          | Monróvia                                                                                            | |
| Líbia                            | Trípoli                                                                                             | |
| Listenstaine                     | Vaduz                                                                                               | Schaan |
| Lituânia                         | Vílnius                                                                                             | |
| Luxemburgo                       | Luxemburgo                                                                                          | |
| M                                | | |
| Macedónia do Norte               | Escópia                                                                                             | |
| Madagáscar                       | Antananarivo                                                                                        | |
| Malásia                          | Kuala Lumpur (legislativa; de facto) Putrajaia (administrativa) \|-                                 | |
| Maláui                           | Lilongué                                                                                            | |
| Maldivas                         | Malé                                                                                                | |
| Mali                             | Bamaco                                                                                              | |
| Malta                            | Valeta                                                                                              | Birkirkara, Mosta, Qormi, Żabbar, St. Paul's Bay, Sliema, San Ġwann, Naxxar, Rabat, Żejtun, Żebbuġ, Fgura, Attard, Żurrieq, Ħamrun, Marsaskala, Birżebbuġa, Paola (Raħal Ġdid), Swieqi, Siġġiewi, St. Julian's, Msida, Tarxien, Mellieħa, Gżira, Victoria (Gozo)                                                                  |
| Marshall, Ilhas                  | Majuro                                                                                              | |
| Marrocos                         | Rabat                                                                                               | Casablanca |
| Maurícia                         | Porto Luís                                                                                          | |
| Mauritânia                       | Nuaquechote                                                                                         | |
| México                           | Cidade do México                                                                                    | |
| Mianmar                          | Nepiedó                                                                                             | Rangum, Mandalay, etc |
| Micronésia, Estados Federados da | Paliquir                                                                                            | Weno |
| Moçambique                       | Maputo                                                                                              | |
| Moldávia                         | Quixinau                                                                                            | |
| Mónaco                           | Mónaco                                                                                              | |
| Mongólia                         | Ulã Bator                                                                                           | |
| Montenegro                       | Podgoritza (oficial) Cetinie (presidencial e histórica)                                             | |
| N                                | | |
| Namíbia                          | Vinduque                                                                                            | |
| Nauru                            | Nenhuma (edifícios governamentais no distrito de Iarém)                                             | Denigomodu, Meneng, Aiwo |
| Nepal                            | Catmandu                                                                                            | |
| Nicarágua                        | Manágua                                                                                             | |
| Níger                            | Niamei                                                                                              | |
| Nigéria                          | Abuja                                                                                               | Lagos, Ibadã, Cano, Ilorin, Port Harcourt, Ogbomosho |
| Noruega                          | Oslo                                                                                                | |
| Nova Zelândia                    | Wellington                                                                                          | Auckland, Christchurch |
| O                                | | |
| Omã                              | Mascate                                                                                             | |
| P                                | | |
| Países Baixos                    | Amesterdão (oficial) Haia (administrativa, legislativa e judicial)                                  | Roterdão (maior do que Haia; Amesterdão é a maior cidade) |
| Palau                            | Melequeoque (oficial) Ngerulmud (sede de governo)                                                   | Koror, Meyuns, Airai |
| Panamá                           | Cidade do Panamá                                                                                    | |
| Papua Nova Guiné                 | Porto Moresby                                                                                       | |
| Paquistão                        | Islamabade                                                                                          | Caráchi, Lahore, Faiçalabade, Rawalpindi, Gujranwala, Multan, Hiderabade, Peshawar, Quetta |
| Paraguai                         | Assunção                                                                                            | |
| Peru                             | Lima                                                                                                | |
| Polónia                          | Varsóvia                                                                                            | |
| Portugal                         | Lisboa                                                                                              | |
| Q                                | | |
| Quénia                           | Nairóbi                                                                                             | |
| Quirguistão                      | Bisqueque                                                                                           | |
| Quiribáti                        | Taraua                                                                                              | |
| R                                | | |
| Reino Unido                      | Londres                                                                                             | Londres é a maior área urbana e metropolitana. A Cidade de Westminster, no centro de Lonndres, é a sede de governo; 62 distritos têm mais população do que Westminster. |
| Roménia                          | Bucareste                                                                                           | |
| Ruanda                           | Quigali                                                                                             | |
| Rússia                           | Moscovo                                                                                             | |
| S                                | | |
| Salomão, Ilhas                   | Honiara                                                                                             | |
| Salvador                         | São Salvador                                                                                        | |
| Samoa                            | Apia                                                                                                | |
| Santa Lúcia                      | Castries                                                                                            | |
| São Cristóvão e Neves            | Basseterre                                                                                          | |
| São Marinho                      | São Marinho                                                                                         | Serravalle, Borgo Maggiore |
| São Tomé e Príncipe              | São Tomé                                                                                            | |
| São Vicente e Granadinas         | Kingstown                                                                                           | |
| Seicheles                        | Vitória                                                                                             | |
| Senegal                          | Dacar                                                                                               | |
| Serra Leoa                       | Freetown                                                                                            | |
| Sérvia                           | Belgrado                                                                                            | |
| Singapura                        | Singapura                                                                                           | |
| Síria                            | Damasco                                                                                             | Alepo |
| Somália                          | Mogadíscio                                                                                          | |
| Sri Lanca                        | Colombo (oficial) Sri Jayewardenepura-Kotte (legislativa) \|-                                       | |
| Suazilândia                      | Mebabane (oficial) Lobamba (legislativa e real)                                                     | Manzini |
| Sudão                            | Cartum                                                                                              | Ondurmã |
| Sudão do Sul                     | Juba                                                                                                | |
| Suécia                           | Estocolmo                                                                                           | |
| Suíça                            | Berna                                                                                               | Zurique, Genebra, Basileia, Lausana (por muito pouco) |
| Suriname                         | Paramaribo                                                                                          | |
| T                                | | |
| Tailândia                        | Banguecoque                                                                                         | |
| Tajiquistão                      | Duchambe                                                                                            | |
| Tanzânia                         | Dodoma (oficial) Dar es Salaam (administrativa)                                                     | Dar es Salaam, Mwanza |
| Timor-Leste                      | Díli                                                                                                | |
| Togo                             | Lomé                                                                                                | |
| Tonga                            | Nucualofa                                                                                           | |
| Trindade e Tobago                | Porto de Espanha                                                                                    | Chaguanas, San Fernando, San Juan |
| Tunísia                          | Tunes                                                                                               | |
| Turcomenistão                    | Asgabate                                                                                            | |
| Turquia                          | Ancara                                                                                              | Istambul |
| Tuvalu                           | Funafuti                                                                                            | |
| U                                | | |
| Ucrânia                          | Quieve                                                                                              | |
| Uganda                           | Campala                                                                                             | |
| Uruguai                          | Montevideu                                                                                          | |
| Usbequistão                      | Tasquente                                                                                           | |
| V                                | | |
| Vanuatu                          | Porto Vila                                                                                          | |
| Vaticano, Cidade do              | Cidade do Vaticano                                                                                  | |
| Venezuela                        | Caracas                                                                                             | |
| Vietname                         | Hanói                                                                                               | Cidade de Ho Chi Minh |
| Z                                | | |
| Zâmbia                           | Lusaca                                                                                              | |
| Zimbábue                         | Harare                                                                                              | |

## Estados com pouco ou nenhum reconhecimento
| Entidade                              | Capital | Cidades maiores que a capital   |
| ------------------------------------- | --- | ------------------------------- |
| Abecásia                              | Sucumi |                                 |
| Artsaque                              | Stepanakert |                                 |
| China, República da (Taiuã)           | Taipé | Nova Taipé, Kaohsiung, Taichung |
| Chipre do Norte, República Turca de   | Nicósia |                                 |
| Cosovo                                | Pristina |                                 |
| Ossétia do Sul                        | Tskhinvali |                                 |
| Palestina                             | Jerusalém (reivindicada) Gaza (Faixa de Gaza) (capital de facto e administrativa) Ramalá (Cisjordânia) (capital de facto e administrativa) |                                 |
| Saariana Democrática, República Árabe | El Aiune (reivindicada) Bir Lehlou (temporária) Campos de Tindouf (de facto)                                                               |                                 |
| Somalilândia                          | Hargeisa |                                 |
| Transdniéstria                        | Tiráspol |                                 |

## Territórios dependentes
Lista de capitais e maiores cidades de territórios dependentes e de entidades especiais reconhecidas por tratado ou convenção internacional:
| Território                                | Capital                                         | Cidades maiores que a capital                          |
| A                                         | A                                               | A                                                      |
| ----------------------------------------- | ----------------------------------------------- | ------------------------------------------------------ |
| Acrotíri e Decelia                        | Episcópi                                        |                                                        |
| Alanda, Ilhas                             | Mariehamn                                       |                                                        |
| Anguila                                   | The Valley                                      |                                                        |
| Aruba                                     | Oranjestad                                      |                                                        |
| B                                         |                                                 |                                                        |
| Bermudas                                  | Hamilton                                        |                                                        |
| C                                         |                                                 |                                                        |
| Caimão, Ilhas                             | George Town                                     |                                                        |
| Cocos (Keeling), Ilhas                    | Ilha Ocidental                                  |                                                        |
| Cook, Ilhas                               | Avarua                                          |                                                        |
| Curação                                   | Willemstad                                      |                                                        |
| E                                         |                                                 |                                                        |
| Esvalbarda                                | Longyearbyen                                    |                                                        |
| F                                         |                                                 |                                                        |
| Féroe, Ilhas                              | Tórshavn                                        |                                                        |
| G                                         |                                                 |                                                        |
| Geórgia do Sul e Sanduíche do Sul, Ilhas  | Ponto do Rei Eduardo (Grytviken)                |                                                        |
| Gibraltar                                 | Gibraltar                                       |                                                        |
| Gronelândia                               | Nuuk                                            |                                                        |
| Guame                                     | Aganha                                          | Tamuning, Mangilao, Yigo e 15 outras                   |
| Guérnesei                                 | São Pedro Porto                                 |                                                        |
| H                                         |                                                 |                                                        |
| Honguecongue                              | Honguecongue                                    |                                                        |
| J                                         |                                                 |                                                        |
| Jérsia                                    | Santo Helério                                   |                                                        |
| M                                         |                                                 |                                                        |
| Macau                                     | Macau                                           |                                                        |
| Malvinas, Ilhas                           | Stanley                                         |                                                        |
| Man, Ilha de                              | Douglas                                         |                                                        |
| Marianas Setentrionais, Ilhas             | Saipã                                           |                                                        |
| Monserrate                                | Plymouth (de jure) Brades (de facto)            | Plymouth foi abandonada devido a uma erupção vulcânica |
| N                                         |                                                 |                                                        |
| Natal, Ilha do                            | The Settlement                                  |                                                        |
| Niue                                      | Alofi                                           |                                                        |
| Norfolque, Ilha                           | Kingston                                        | Burnt Pine                                             |
| Nova Caledónia                            | Numeá                                           |                                                        |
| P                                         |                                                 |                                                        |
| Pitcairn, Ilhas                           | Adamstown                                       |                                                        |
| Polinésia Francesa                        | Papeete                                         |                                                        |
| Porto Rico                                | São João                                        |                                                        |
| S                                         |                                                 |                                                        |
| Samoa Americana                           | Pago Pago (de facto) Fagatogo (sede do governo) | Tafuna, Nu'uuli, Leone, Ili'ili, Aua                   |
| Santa Helena, Ascensão e Tristão da Cunha | Jamestown                                       | Half Tree Hollow, Saint Paul's                         |
| São Bartolomeu                            | Gustávia                                        |                                                        |
| São Martinho (Saint-Martin)               | Marigot                                         |                                                        |
| São Martinho (Sint Maarten)               | Philipsburg                                     | Lower Prince's Quarter                                 |
| São Pedro e Miquelão                      | São Pedro                                       |                                                        |
| T                                         |                                                 |                                                        |
| Toquelau                                  | Nucunonu                                        |                                                        |
| Turcas e Caicos, Ilhas                    | Cockburn Town                                   |                                                        |
| V                                         |                                                 |                                                        |
| Virgens dos Estados Unidos, Ilhas         | Charlotte Amalie                                |                                                        |
| Virgens Britânicas, Ilhas                 | Road Town                                       |                                                        |
| W                                         |                                                 |                                                        |
| Wallis e Futuna                           | Mata-Utu                                        |                                                        |